# Lungarno
Een lungarno (Italiaans, letterlijk: "langs de Arno", meervoud: lungarni) is een kade die gelegen ligt langs de rivier de Arno die stroomt door de steden Pisa en Florence.

## Lungarni van Florence
Noordoever (van west naar oost)

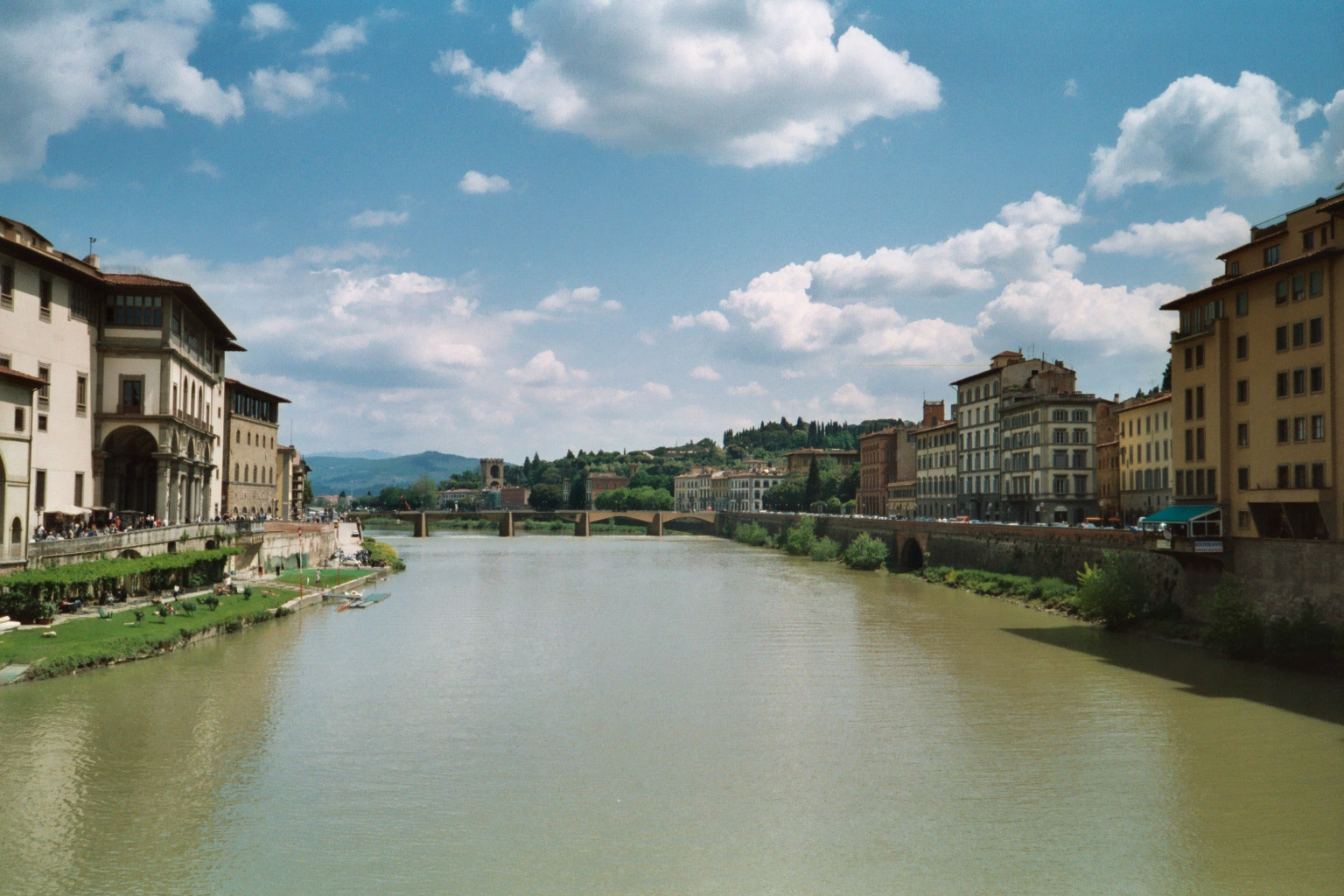
Oltrano, een stadsdeel in Florence, met lungarni

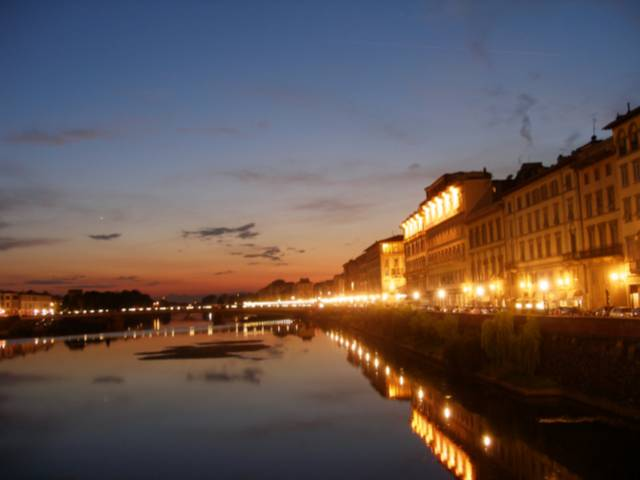
Lungarno Vespucci, vernoemd naar de Florentijnse ontdekkingsreiziger Amerigo Vespucci

- Lungarno Amerigo Vespucci (voorheen Lungarno Nuovo)
- Lungarno Corsini
- Lungarno degli Acciaiuoli
- Lungarno degli Archibusieri
- Lungarno Anna Maria Luisa de' Medici
- Lungarno Generale Diaz
- Lungarno delle Grazie
- Lungarno della Zecca Vecchia
- Lungarno Guglielmo Pecori Giraldi
- Lungarno del Tempio
- Lungarno Cristoforo Colombo
- Lungarno Aldo Moro

Zuidoever (van west naar oost)
- Lungarno Bruno Buozzi (gemeente Lastra a Signa)
- Lungarno dei Pioppi
- Lungarno del Pignone
- Lungarno di Santa Rosa
- Lungarno Soderini
- Lungarno Guicciardini
- Lungarno Torrigiani
- Lungarno Serristori
- Lungarno Benvenuto Cellini
- Lungarno Francesco Ferrucci

## Lungarni van Pisa

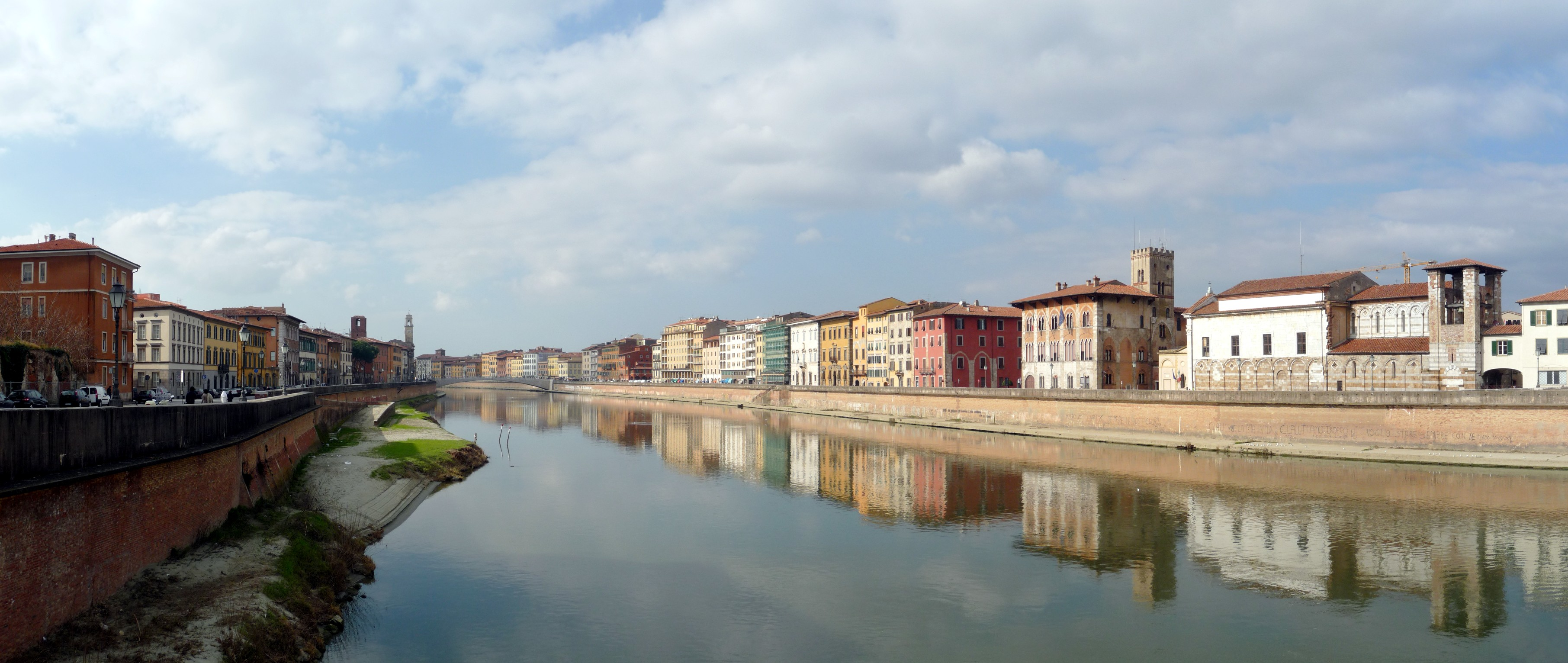
Lungarno Mediceo in Pisa

Stadsdeel Tramontana
- Lungarno Bruno Buozzi
- Lungarno Mediceo
- Lungarno Antonio Pacinotti
- Lungarno Ranieri Simonelli
- Lungarno Cosimo I de' Medici

Stadsdeel Mezzogiorno
- Lungarno Guadolongo
- Lungarno Leonardo Fibonacci
- Lungarno Galileo Galilei
- Lungarno Gambacorti
- Lungarno Sidney Sonnino
- Lungarno Bonaccorso da Padule
- Lungarno San Giovanni al Gatano
- Lungarno Gabriele D'Annunzio